# Ina Peters
Ingeborg Elisabeth „Ina“ Peters (* 11. November 1928 in  Wien; † 30. September 2004 ebenda) war eine österreichische Bühnen- und Filmschauspielerin.

## Karriere
Die Tochter eines Arztes nahm Schauspielunterricht bei Gisela Wilke und debütierte am Theater Die Stephansspieler. Sie war mit dem Hörfunkregisseur Axel Regnier (1916–2006) verheiratet und nahm Sprechrollen im Radio und in Hörspielen an. Mit 25 Jahren trat Ina Peters erstmals in einem Film auf. Sie spielte die Prinzessin in dem Märchenfilm von der Goldenen Gans. Nun erhielt die gelernte Bühnenschauspielerin vermehrt Angebote. So agierte sie an der Seite von Heinz Rühmann in dem 1956 gedrehten Streifen Charleys Tante und ein Jahr später neben Romy Schneider in Kitty und die große Welt. Auch ihr Auftritt als Zofe zusammen mit Liselotte Pulver in Das Wirtshaus im Spessart machte sie weiter bekannt. Neben Hörspielarbeit (wie zum Beispiel als Prinzessin in Der Sängerkrieg der Heidehasen von James Krüss) und Synchronisationen spielte Ina Peters ab den 1960er Jahren auch vermehrt in TV-Produktionen. Dazu gehörte 1960 die Rolle als Bürgermeistertochter von Michl Lang und Liesl Karlstadt in „Die Lokalbahn“ sowie die Rolle in Cyprienne – oder lassen wir uns scheiden an der Seite von Peter Pasetti.
Ende September 2004 verstarb Peters im Alter von 75 Jahren in ihrer Geburtsstadt Wien.

## Filmografie (Auswahl)
- 1953: Die goldene Gans
- 1954: Glückliche Reise
- 1955: André und Ursula
- 1956: Studentin Helene Willfüer
- 1956: Charleys Tante
- 1956: Kitty und die große Welt
- 1958: Das Wirtshaus im Spessart
- 1959: Johanna aus Lothringen
- 1960: Die große Wut des Philipp Hotz
- 1960: Die Lokalbahn
- 1960: Lampenfieber
- 1962: Florence und der Zahnarzt
- 1962: Schlachtvieh
- 1963: Antonius und Cleopatra
- 1965: Cyprienne oder Lassen wir uns scheiden!
- 1965: Don Juan oder Die Liebe zur Geometrie
- 1972: Pater Brown (Fernsehserie, Folge 5.07)
- 1976: Inspektion Lauenstadt (Fernsehserie, Folge: Die Frau des Briefträgers)

## Hörspiele
- 1952: Nikolai Gogol: Der Revisor (Maria) – Regie: Walter Ohm (Hörspiel – BR)
- 1963: Ilse Aichinger: Besuch im Pfarrhaus – Regie: Heinz von Cramer (Hörspiel – SDR)
- 1967: Eduard von Keyserling: Abendliche Häuser – Regie: Fritz Schröder-Jahn (Hörspiel – BR)